# 多頭条虫
多頭条虫（たとうじょうちゅう、学名：Taenia multiceps）とは、円葉目テニア科に属する条虫の1種。多頭条虫の嚢虫は脳共尾虫（Coenurus cerebralis）と呼ばれる。かつて多頭条虫と脳共尾虫は同一種でありながら、それぞれ別の学名が与えられており、その名残として現在も脳共尾虫を学名で記載することがある。成虫の体長は40〜100cm、体幅3〜5mm、頭節には4個の吸盤と額嘴が存在する。虫卵はエキノコックス属条虫の虫卵との鑑別が困難。中間宿主はヒツジ、ヤギ、ウシなど、終宿主はイヌ、キツネ、コヨーテなど。多頭条虫の虫卵は糞便とともに外界へと排出され、中間宿主が虫卵を摂取することにより中間宿主の腸管で六鉤幼虫に発育する。六鉤幼虫は血行性に脳や脊髄に移動し、脳共尾虫に発育する。脳共尾虫は終宿主に摂取されることによりその体内に移動する。原頭節が小腸粘膜に吸着し、成虫へと発育する。

## 画像
- 1,ヒツジ脳に形成された空洞
2,嚢胞
3,成体
4,ウサギ前足に寄生した虫体